# San Pedro de Uraba (kommun i Colombia)
San Pedro de Uraba är en kommun i Colombia.   Den ligger i departementet Antioquía, i den nordvästra delen av landet, 500 km nordväst om huvudstaden Bogotá. Antalet invånare är 28 772.